# Eparchie plesecká
Eparchie Pleseck je eparchie ruské pravoslavné církve nacházející se v Rusku.

## Území a titul biskupa
Zahrnuje správní hranice území uzavřeného města Mirnyj, také Vinogradovského, Kargopolského, Oněžského a Pleseckého rajónu Archangelské oblasti.
Eparchiálnímu biskupovi náleží titul biskup plesecký a kargopolský.

## Historie
Eparchie byla zřízena rozhodnutím Svatého synodu dne 9. března 2017 oddělením území z archangelské eparchie. Stala se součástí archangelské metropole.
Prvním eparchiálním biskupem se stal jeromonach Alexandr (Zajcev), duchovní gatčinské eparchie.

## Seznam biskupů
- od 2017 Alexandr (Zajcev)